# Bellevalia douinii
Bellevalia douinii är en sparrisväxtart som beskrevs av Pabot och Paul Mouterde. Bellevalia douinii ingår i släktet Bellevalia och familjen sparrisväxter.
Artens utbredningsområde är Syrien. Inga underarter finns listade i Catalogue of Life.